# James Kajiya

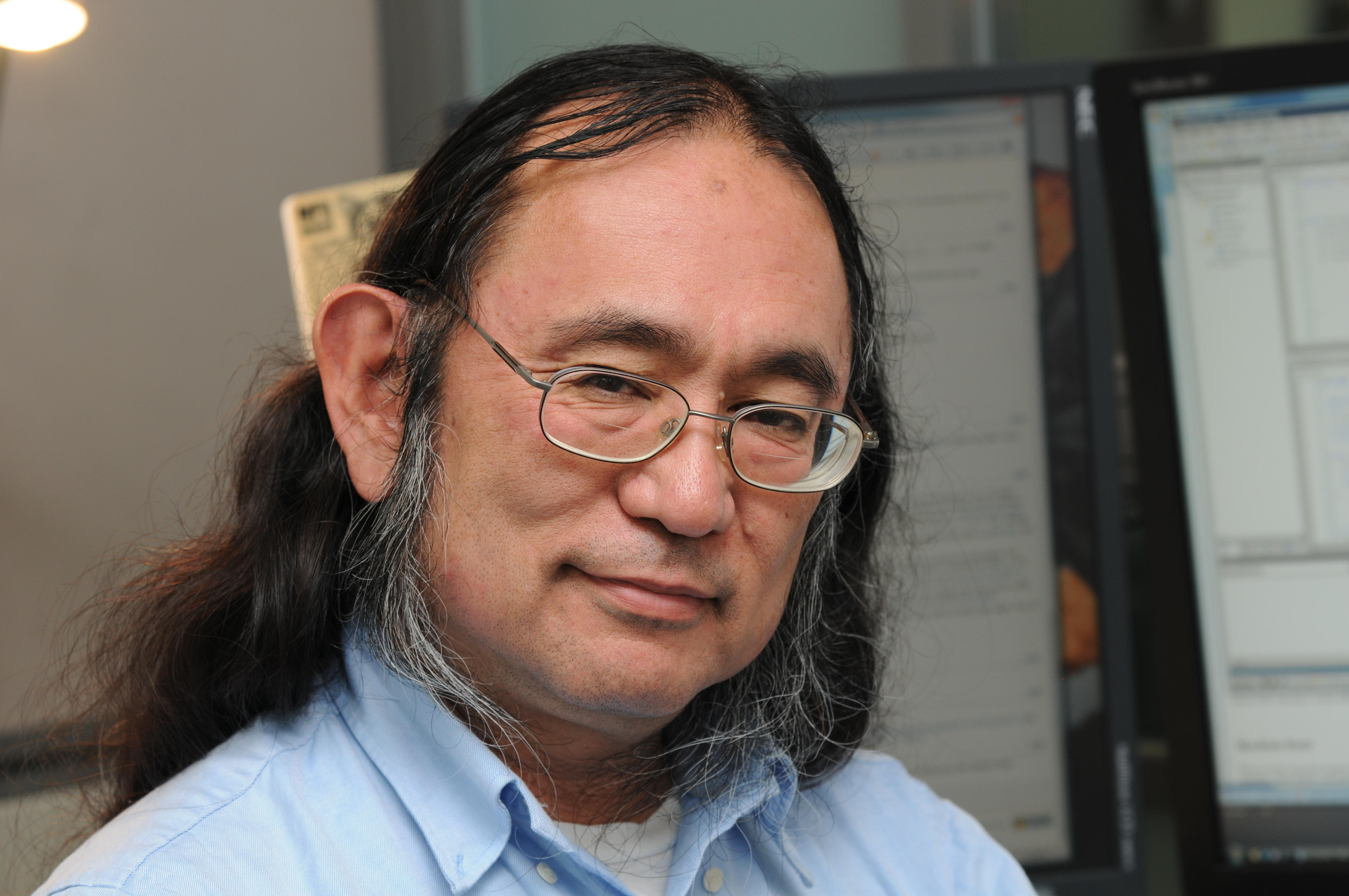
Jim Kajiya in seinem Büro bei Microsoft Research (2009)

James Thomas Kajiya (* 1951), auch Jim Kajiya, ist ein Pionier auf dem Gebiet der Computergrafik.

## Leben
Kajiya erhielt seinen PhD 1979 an der University of Utah. Noch im selben Jahr wurde er Dozent am Caltech, das er 1994 wieder verließ. Heute arbeitet er als Wissenschaftler bei Microsoft Research.
In einem 1986 vorgestellten Paper zeigte er, dass alle bis dato verbreiteten Rendertechniken direkt aus einer gemeinsamen Basis, der Rendergleichung, hergeleitet werden können. Zudem gilt er als der Erfinder des Path Tracings, einem Algorithmus zur Bildsynthese, der die Simulation der globalen Beleuchtung ermöglicht.